# Лок (хутор)
Лок — хутор в Успенском районе Краснодарского края России.
Входит в состав Успенского сельского поселения.

## География
Хутор расположен в 15 км к юго-востоку от села Успенского.
Единственная улица посёлка носит имя Демьяна Бедного.

## Население
| 2002 | 2010 |
| ---- | ---- |
| 86   | ↘83  |